# Safe Pass
Safe Pass – w Irlandii imienny dokument ze zdjęciem i datą ważności, o wymiarach 86×55 mm, wydawany przez Solas (w przeszłości przez Foras Áiseanna Saothair (FÁS)). Dokument ten jest potwierdzeniem, że dana osoba odbyła szkolenie z zakresu bezpieczeństwa i higieny pracy (Health and Safety Awareness Training Programme) w branży budowlanej. Safe Pass obowiązuje każdego, kto chce podjąć pracę w Irlandii w branży budowlanej, oraz wszystkich, którzy wkraczają na teren budowy. Dokument traci ważność po czterech latach od momentu wydania.
Mimo że szkolenie Safe Pass porównywalne jest do polskiego BHP to jednak nie jest uznawane przez FÁS jako podstawa do wydania dokumentu Safe Pass. W tym celu należy odbyć jednodniowy kurs zakończony testem. Kurs musi być asygnowany przez FÁS i zgłoszony odpowiednio wcześniej do ewidencji.